# Oswald de Kerchove de Denterghem
Pour les autres membres de la famille, voir Famille Kerchove.
Le comte Oswald de Denterghem, né le 1er avril 1844 à Gand et mort le 20 mars 1906 à Gand, est un homme politique belge.

## Biographie
Il est le fils de Charles de Kerchove de Denterghem et le père de Marthe de Kerchove de Denterghem (épouse du baron Pol-Clovis Boël).
En 1887, il a publié un livre intitulé "Catéchisme de laiterie" : ouvrage de vulgarisation agricole. Grand connaisseur et passionné d'orchidées, il a publié ensuite "Le Livre des orchidées" en 1894.

## Fonctions et mandats
- Gouverneur provincial du Hainaut : 1878-1884
- Membre de la Chambre des représentants de Belgique : 1884-1894
- Membre du Sénat